# ХКК Зрињски
Хрватски кошаркашки клуб Зрињски је кошаркашки клуб из Мостара, Босна и Херцеговина. Тренутно се такмичи у Првој лиги Босне и Херцеговине и у Другој Јадранској лиги.

## Историја
У јеку ратних догађања у Мостару 1992. године, неколицина ентузијаста на челу са Маријофилом Џидићем као председником и Станком Јелчићем као тренером утемељују хрватски кошаркашки клуб Зрињски. У својој првој такмичарској сезони такмиче се у Другој хрватској лиги Југ, уз одобрење Хрватског кошаркашког савеза.

## Успеси

### Национални
- Првенство Босне и Херцеговине:
  - Првак (1): 2017/18.

## Учинак у претходним сезонама
| Сез.     | Првенство Босне и Херцеговине | Куп Босне и Херцеговине | Регионално такмичење            | Европско такмичење |
| -------- | ----------------------------- | ----------------------- | ------------------------------- | ------------------ |
| 2017/18. | Првак                         | Полуфинале              | Друга Јадранска лига — 7. место | —                  |
| 2018/19. | —                             | Полуфинале              | Друга Јадранска лига — 9. место | —                  |

## Познатији играчи
- Драшко Албијанић
- Немања Безбрадица
- Бојан Богдановић
- Ермин Јазвин
- Обрад Томић
- Жељко Шакић
- Марко Шутало